# Vorozhba
Vorozhba (em ucraniano:  Ворожба) é uma cidade da Ucrânia, situada no Oblast de Sumy. Tem 14,8 km² de área e sua população em 2020 foi estimada em 6.910 habitantes.